# Hormona luteïnitzant

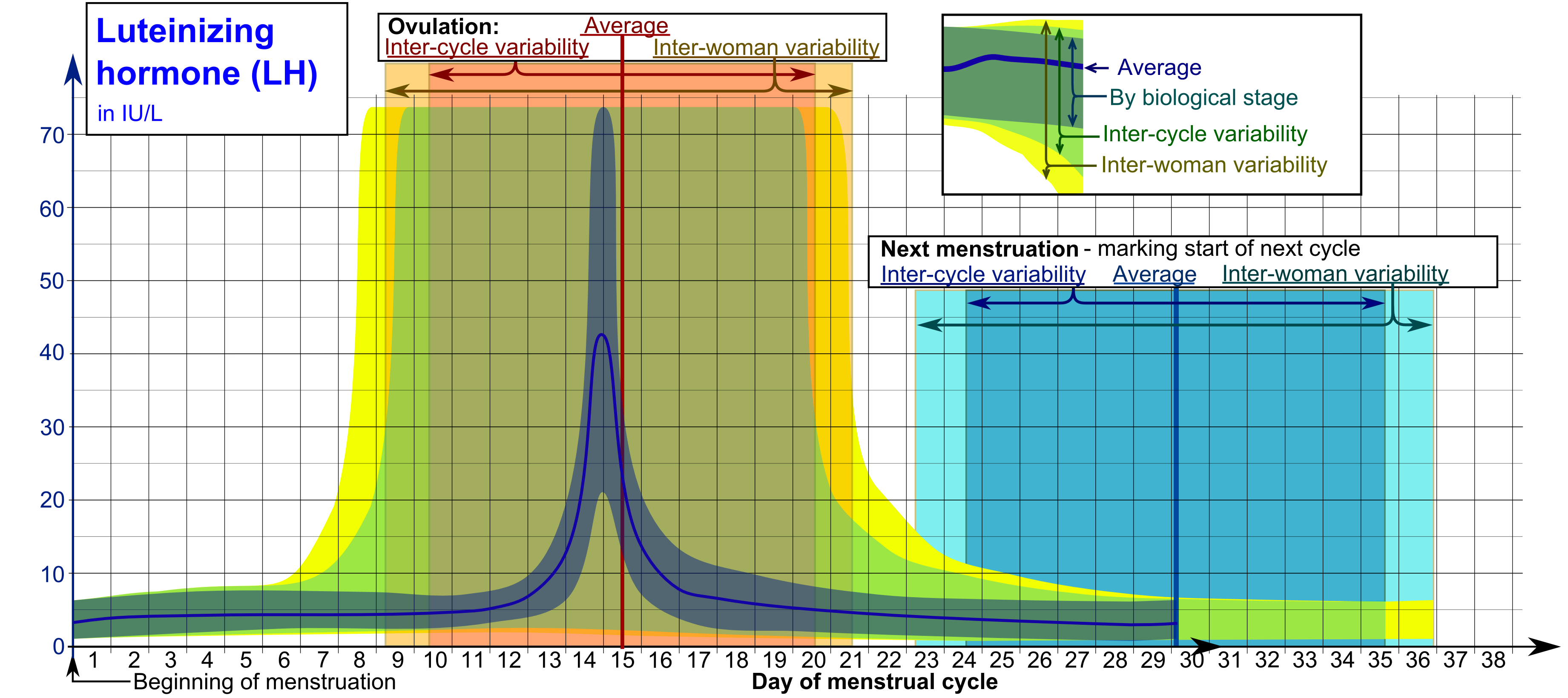
Quantitat d'LH en una dona al llarg del cicle ovàric. S'hi observa perfectament el pic d'LH, desencadenat pel pic preovulatori d'estradiol (un estrogen) i que provoca l'inici de l'ovulació.

L'hormona luteïnitzant (LH, també coneguda com a hormona luteoestimulant, lutropina, luteïna, luteoestimulina, luteotropina i luteotrofina) és una hormona missatgera (gonadotropina, GnRH) produïda per l'adenohipòfisi (el lòbul anterior de la hipòfisi) del cervell. Està relacionada amb la tirotropina i la folitropina. Químicament es tracta d'una glicoproteïna.
La lutropina és una hormona peptídica formada per dues parts diferents i anomenades lutropina alfa i lutropina beta. La seva massa molar és d'uns 29.000 grams/mol. La lutropina alfa és essencialment igual a la part alfa de les proteïnes coriogonadotropina, folitropina i tirotropina.

## Fisiologia
La secreció de lutropina al cos humà és pulsàtil perquè està controlada per la luliberina, que es secreta de manera intermitent.

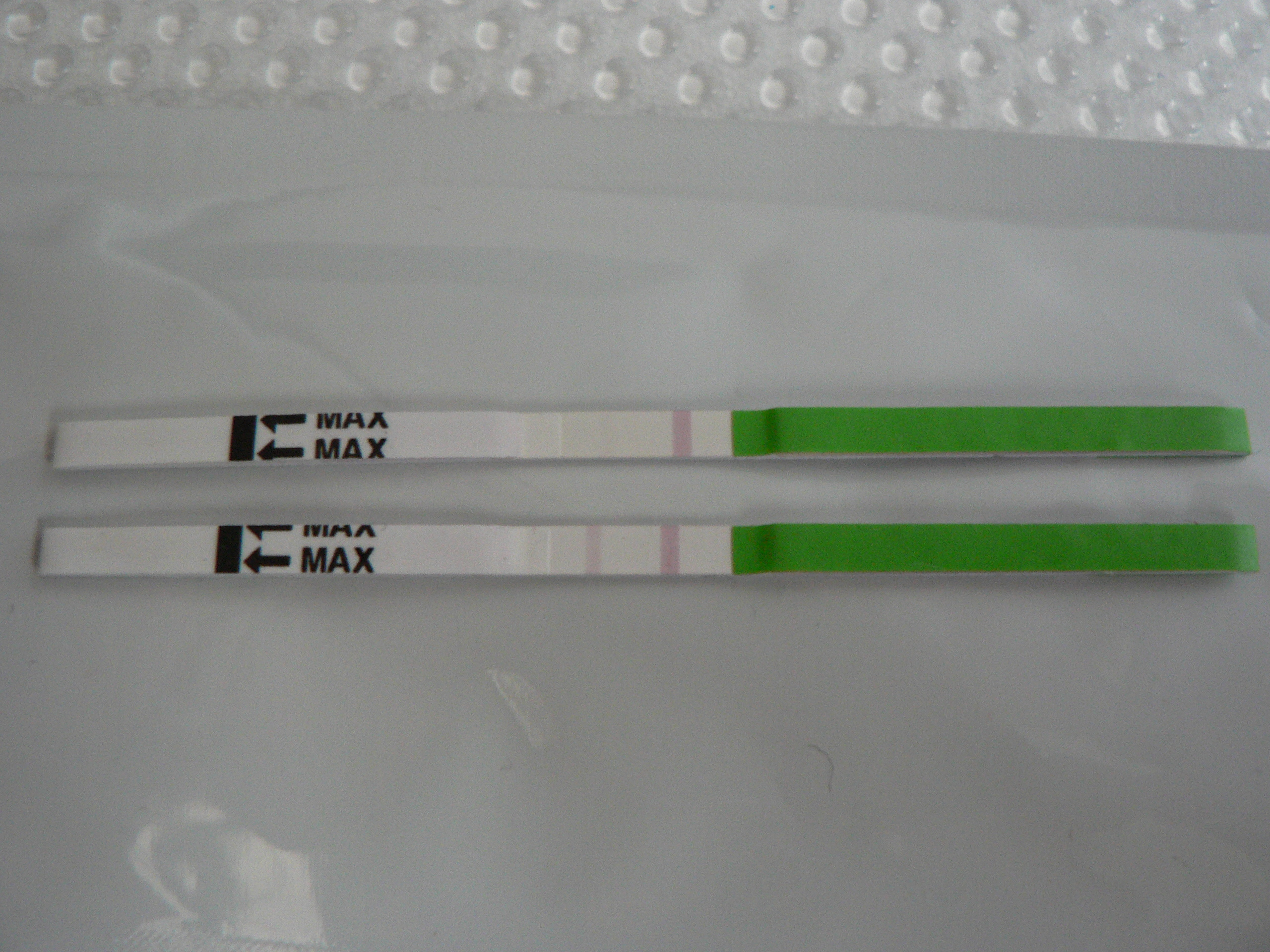
Test d'ovulació basat en la quantitat d'LH a l'orina: un resultat positiu a baix, amb dues línies vermelles, i un de negatiu a dalt.

Esquema del cicle ovàric: A (3) el fol·licle preovulatori ja és madur, a (4) expulsa l'òvul, a (5) forma el cos luti, que es va deteriorant a (6) i és expulsat a la menstruació (1).

En la dona, un augment agut de la LH (l'anomenat pic de l'hormona luteoestimulant) controla la maduració dels fol·licles, desencadena l'ovulació i, com a funció més important, fomenta el desenvolupament del cos luti. D'altra banda, en l'home, on la LH també havia estat anomenada hormona estimulant de cèl·lules intersticials (ICSH), aquesta estimula la producció de testosterona per mitjà de les cèl·lules de Leydig.
En les dones, aquesta proteïna és present a la sang en nivells baixos durant la infància i fins a la pubertat. A partir de la primera menstruació el nivell varia segons els cicles, i té una pujada molt característica deu o dotze hores abans de l'ovulació. Aquest fet s'aprofita en detectors d'alts nivells d'LH en orina, que poden usar les dones a casa seva per a conèixer exactament els seus dies d'ovulació si els interessa, per exemple, de cara a una planificació familiar. Factors com l'obesitat o el tabaquisme poden fer disminuir la quantitat d'aquesta hormona al cos. Durant i després de la menopausa el nivell d'LH augmenta dràsticament. Entre les causes no fisiològiques que poden provocar un augment anormal d'aquesta hormona figuren els trastorns pituïtaris i la síndrome de l'ovari poliquístic.
L'hormona luteoestimulant és, conjuntament amb l'hormona fol·liculoestimulant (FSH), la impulsora principal del cicle menstrual. En aquest, l'FSH estimula el desenvolupament del fol·licle ovàric fins que esdevé un fol·licle ovàric madur. A mesura que va madurant, el fol·licle produeix estrogen i, a mesura que augmenta la quantitat d'estrogen la producció d'FSH va disminuint. És llavors quan actua l'LH, que fa que el fol·licle acabi de madurar i provoca l'ovulació o expulsió per part del fol·licle de l'òvul a la trompa de Fal·lopi. L'LH també fomenta la formació del cos luti amb la resta de fol·licle madur que queda a l'ovari després d'haver expulsat l'òvul. Aquest cos luti produirà progesterona durant dues setmanes per a preparar l'úter en cas d'embaràs. Si aquest no es dona, la baixada de progesterona provoca la menstruació, després de la qual l'FSH estimularà de nou un dels fol·licles primordials que l'ovari, de manera inherent i periòdica, ha començat a desenvolupar.
L'LH regula la fosforilació de la dinamina-1 en les mitocòndries de les cèl·lules esteroidogèniques de l'ovari, un procés bioquímic crucial per a la correcta fertilitat femenina.

## Deficiència de lutropina
La seva manifestació predominant és l'hipogonadisme. Té diverses causes, congènites o adquirides, tant d'origen pituïtari com hipotalàmic. Una de les més freqüents és la síndrome de Kallmann, en la qual el dèficit de l'hormona es presenta acompanyat d'una anòsmia de gravetat variable.